# Lego Spider-Man
Lego Spider-Man (estilizado como LEGO Spider-Man) é uma linha de produtos de brinquedo de construção Lego, baseada no personagem Homem-Aranha, de Stan Lee e Steve Ditko, da Marvel Comics. Quando o tema foi lançado pela primeira vez em 2002, ele foi inspirado no filme Homem-Aranha lançado no mesmo ano e fazia parte da linha Lego Studios. Conjuntos adicionais foram lançados dois anos depois, baseados na sequência do filme, Homem-Aranha 2. O tema foi descontinuado antes do lançamento de Homem-Aranha 3, e os direitos foram vendidos para a rival Mega Brands, que firmou um acordo de licenciamento de vários anos com a Marvel Enterprises, dando a eles os direitos de produzir conjuntos de jogos, veículos e outros produtos com temas de construção baseados em vários personagens da Marvel para seus brinquedos Mega Bloks.
Em 2012, a Lego reviveu o tema, começando com várias ondas de conjuntos baseados na série animada Ultimate Spider-Man em sua linha Lego Super Heroes. A partir de 2016, o tema foi renomeado simplesmente Homem-Aranha. Em 2017, 2019 e 2021, foram lançados conjuntos baseados nos filmes Spider-Man: Homecoming (2017), Spider-Man: Far From Home (2019) e Spider-Man: No Way Home (2021), respectivamente. Um Homem-Aranha LEGO, dublado por Nic Novicki, foi apresentado como um personagem secundário em Spider-Man: Across the Spider-Verse (2023).

## Visão geral
Lego Spider-Man foi originalmente baseado no filme Homem-Aranha de 2002, da Columbia Pictures, mas agora se concentra em filmes e programas de televisão mais recentes. A linha de produtos foca no Homem-Aranha lutando contra super vilões na cidade de Nova Iorque. Lego Spider-Man tem como objetivo recriar os personagens principais em formato Lego, incluindo o Homem-Aranha e sua galeria de vilões.

## Em outras mídias

### Filmes e televisão

#### Lego Marvel Super Heroes: Maximum Overload(2013)
Lego Marvel Super Heroes: Maximum Overload (também conhecido como Marvel Super Heroes: Maximum Overload) é um curta-metragem de animação Lego baseado em personagens da Marvel Comics que também apareceram em Lego Marvel Super Heroes. Estreou online em cinco partes em 5 de novembro de 2013. O filme também pode ser assistido na Netflix e no Amazon Video, sendo gratuito com o Amazon Prime.

#### Lego Marvel Super Heroes: Avengers Reassembled(2015)
Lego Marvel Super Heroes: Avengers Reassembled é um filme de animação Lego baseado em personagens da Marvel Comics que apareceram em Lego Marvel Super Heroes e Lego Marvel's Avengers . É uma releitura de Vingadores: Era de Ultron, usando alguns elementos de Homem-Formiga e Homem-Aranha. O filme foi ao ar pela primeira vez no Disney XD . Está disponível para assistir em Lego.com.

#### Lego Marvel Spider-Man: Vexed by Venom(2019)
Lego Marvel Spider-Man: Vexed by Venom é um curta-metragem de animação Lego baseado na Marvel Comics e estrelado pelo Homem-Aranha. Estreou no YouTube e no Disney XD.

#### Lego Marvel Avengers: Climate Conundrum(2020)
Lego Marvel Avengers: Climate Conundrum é um filme de animação Lego em quatro partes baseado na Marvel Comics e estrelado pelos Vingadores. Estreou no YouTube e no Disney XD.

#### Spider-Man: Across the Spider-Verse(2023)
Um LEGO Peter Parker / Homem-Aranha aparece brevemente no filme de animação de super-heróis de 2023, Spider-Man: Across the Spider-Verse, dublado por Nic Novicki. No filme, Peter está trabalhando para J. Jonah Jameson no Clarim Diário. O Mancha aparece de repente em seu universo e ele imediatamente contata e alerta o Homem-Aranha 2099 sobre a circunstância e mais tarde é designado por Jessica Drew / Mulher-Aranha para uma equipe para ajudar a lidar com a situação do Mancha. A sequência foi animada por Preston Mutanga, de 14 anos, que atraiu a atenção dos cineastas após publicar uma versão reanimada do trailer do filme no estilo Lego, que ele fez no Blender.

### Jogos eletrônicos

#### Lego Marvel Super Heroes(2013)
Um videogame baseado na linha Lego Marvel Super Heroes, intitulado Lego Marvel Super Heroes, foi lançado em outubro de 2013. Originalmente, um jogo Lego Marvel Avengers seria feito, mas os desenvolvedores sentiram que apenas poder jogar como os Vingadores não era suficiente e, portanto, decidiram adicionar outros heróis da Marvel. O jogo foi lançado para iOS, computador pessoal, PlayStation 3, PlayStation 4, PlayStation Vita, Nintendo DS, Nintendo 3DS, Wii U, Xbox 360, Xbox One, e publicado pela Feral Interactive para OS X.

#### Lego Marvel Avengers(2015)
Um segundo videogame independente da linha Lego Marvel Super Heroes, separado do primeiro jogo, intitulado Lego Marvel Avengers, foi lançado em 26 de janeiro de 2016. Segue os enredos dos dois filmes dos Vingadores, The Avengers e Avengers: Age of Ultron. Foi lançado para computador pessoal, PlayStation 3, PlayStation 4, PlayStation Vita, Nintendo 3DS, Wii U, Xbox 360 e Xbox One. Nesse jogo, Homem-Aranha é um personagem desbloqueável de uma DLC, que inclui outras variações, como o Aranha Escarlate, sua versão do Universo Cinematográfico Marvel e Miles Morales.

#### Lego Marvel Super Heroes 2(2017)
O terceiro jogo da linha Lego Marvel Super Heroes, intitulado Lego Marvel Super Heroes 2, foi lançado em 14 de novembro de 2017, como uma sequência direta do Lego Marvel Super Heroes original. No entanto, não está relacionado ao jogo independente Lego Marvel Avengers.